# 등급 (천문학)
등급(等級)은 별의 밝기에 대한 척도이다. 별이나 행성의 밝기가 밝아질수록 등급은 낮아진다. 기원전 125년경에 히파르코스는 별을 밝기에 따라 분류했다. 가장 밝은 별은 1등급, 그 다음으로 밝은 별은 2등급의 순서로 등급을 6개로 정해 가장 어두운 별은 6등급이 되도록 했다. 그 뒤 1등급 별이 6등급 별보다 100배 더 밝다는 사실을 발견하고, 어떤 별이든지 다음 등급 별보다 2.5배 더 밝도록 등급 체계를 세웠다. 그래서 1등급 별보다 더 밝은 별이나 행성은 0등급이나 음의 등급(-)이 되도록 해, 등급의 수는 더 늘어났다. 예를 들어, 태양은 -27등급이다. 등급은 보통 지구에서 보이는 별의 밝기인 겉보기 등급(실시등급)을 뜻한다. 그러나 실제의 밝기를 비교할 때는 절대 등급을 사용하고 있다.

## 같이 보기
- 겉보기 등급
- 절대 등급
- 사진 등급